# Kim Seok-won
Kim Seok-won ((김석원?); 7 novembre 1961) è un ex calciatore sudcoreano, di ruolo attaccante.